# Humlebæk Station
Humlebæk Station er en dansk jernbanestation i byen Humlebæk i Nordsjælland. Stationen er tegnet af Heinrich Wenck og opført 1895-97 ligesom de øvrige stationer på Kystbanen. Bygningen er af mellemstor størrelse, sammenlignet med banens øvrige stationer. Anlægget er ikke fredet, men har højeste bevaringsværdi (2 på SAVE-skalaen).

## Beskrivelse
Stationen er opført af røde mursten på en sokkel af bornholmsk granit. Over soklen findes et bånd af kalksten fra Øland. Over 1. sals vinduer ses synlige I-jern med "blomster" i støbejern. 1. salen af hovedbygningen var oprindeligt bolig for stationsforstanderen. Bygningens facade mod sporene er tilnærmelsesvis symmetrisk, mens den mod vejen har større variation. Mod nord findes et lille tårn med pyramidetag og vindfløj med årstal. Mod syd åbner en dør ud til en tagterrasse.
Stationen har to sidebygninger, der var forbundne med hovedbygningen med et rødmalet stakit: Et kombineret ilgodspakhus/toiletbygning (syd) og et udhus (nord).
Bygningens indre præges af en stor vestibule/ventesal, der fremstår oprindeligt med bjælkeloft, fem originale lysekroner og terazzogulv. Indtil for nylig stod der en original dobbeltbænk i midten af rummet, der har måttet vige for 7-Elevens nye kiosk. Alt træværk er, som typisk for Wenck, malet i svenskrød og flaskegrøn.
På perronsiden findes en loggia med to originale bænke, hvorfra der er nedgang til perrontunnelen. I 2001-03 blev stationen renoveret ved Jens Madsens Tegnestue for DSB Ejendomme, hvorved tunnelen blev forlænget og åbnet på stationsforpladsen, således at man ikke behøver at passere gennem bygningen for at gå ned i tunnelen. På grund af renoveringen blev en indgang flyttet fra sydsiden af bygningen til østsiden.
Ved samme renovering blev ventesalen på vestsiden – en træbygning af Wenck fra 1909 – flyttet og kraftigt ombygget. Oprindeligt førte en trappe fra perrontunnelen op i ventesalen og var omgivet af træbænke. Ventesalen havde store glaspartier og åbnede sig, båret af fire støbejernssøjler, mod perronen. I dag er ventesalen reduceret 1/3 i størrelse og er flyttet væk fra trappen.
Begge sider af banelegemet har været flankeret af allétræer, og tidligere førte en kastanjebeplantet allé fra Torpenvej frem til stationen (oprindeligt i forlængelse af Jernbane Allé, nuværende Hal Kochs Vej). Ved anlæggelsen af Fredensborgvej i 1977 blev vejforløbet afbrudt, men træerne stod stadig indtil ca. 2005. Ved Torpenvej lå også indtil nedrivningen 2004 det store pakhus, der hørte til stationen, ligeledes tegnet af Wenck. Et pakhus af samme type findes stadig ved Skodsborg Station. Arealet blev udstykket til parcelhusgrunde. Ledvogterhusene Torpenvej 27 og Teglgårdsvej 125, er også af Wenck, opført efter en typetegning (DSB type-O).
Nord for stationen findes en murstensskulptur af Per Kirkeby fra 1994. Skulpturen markerer vejen til kunstmuseet Louisiana.

## Galleri
- Stationsbygningen.
- Loggia med bænk og nedgang til perrontunnel.
- Det tidligere udhus.
- Det tidligere ilgodspakhus.
- Ventesalsbygning på vestsiden.
- Øresundstog.

## Antal rejsende
Ifølge Østtællingen var udviklingen i antallet af dagligt afrejsende: 
| År   | Antal | År   | Antal | År   | Antal | År   | Antal |
| ---- | ----- | ---- | ----- | ---- | ----- | ---- | ----- |
| 1984 | 2.355 | 1993 | 3.571 | 2000 | 2.469 | 2005 | 2.013 |
| 1987 | 2.380 | 1995 | 2.778 | 2001 | 2.163 | 2006 | 2.143 |
| 1990 | 2.280 | 1996 | 2.808 | 2002 | 2.102 | 2007 | 2.154 |
| 1991 | 2.349 | 1997 | 2.567 | 2003 | 1.907 | 2008 | 2.347 |
| 1992 | 2.431 | 1998 | 2.210 | 2004 | 2.257 |      |       |